# 大道工業
大道工業集團有限公司，簡稱大道工業集團，以及大道工業（英語：Broadway Industrial Group Limited，SGX：B69），在1969年建立，現時主要業務在中國內地和新加坡經營生產及銷售硬盘驱动器、非硬盘驱动器，以及泡沫塑料。
該總部位於50 Raffles Place #32-01 Singapore Land Tower Singapore 048623。而股份在1994年11月30日於新加坡交易所主板上市。主席為Wong Sheung Sze（黃湘思）。

## 連結
- BIGL.com.cn